# Martin XB-51
Martin XB-51 là một loại máy bay cường kích ba động cơ của Hoa Kỳ, được thiết kế theo yêu cầu của Không quân Lục quân Hoa Kỳ năm 1945.

## Tính năng kỹ chiến thuật (XB-51)
Đặc điểm tổng quát
- Tổ lái: 2
- Chiều dài: 85 ft 1 in (25,9 m)
- Sải cánh: 53 ft 1 in (16,2 m)
- Chiều cao: 17 ft 4 in (5,3 m)
- Diện tích cánh: 548 ft² (50,9 m²)
- Trọng lượng rỗng: 29.584 lb (13.419 kg)
- Trọng lượng có tải: 55.923 lb (25.366 kg)
- Trọng lượng cất cánh tối đa: 62.457 lb (28.330 kg)
- Động cơ: 3 × General Electric J47-GE-13 kiểu turbojet

 Hiệu suất bay 
- Vận tốc cực đại: 645 mph (1.040 km/h)
- Tầm bay: 1.075 mi (1.730 km)
- Tầm bay chuyển sân: 1.613 mi (2.596 km)
- Trần bay: 40.500 ft (12.300 m)
- Vận tốc leo cao: 6.980 ft/phút (35,5 m/s)
- Tải trên cánh: 102 lb/ft² (498 kg/m²)
- Lực đẩy/trọng lượng: 0,28

Trang bị vũ khí

- Súng: 8 × pháo 20 mm (0,79 in)
- Rocket: 8 × High Velocity Aerial Rockets (HVAR)
- Bom: 2.000 (907 kg)